# Hydnophytum stewartii
Hydnophytum stewartii là một loài thực vật có hoa trong họ Thiến thảo. Loài này được Fosberg mô tả khoa học đầu tiên năm 1940.